# Sham Chaurasi
Sham Chaurasi (o Shamchaurasi, Sham Churasi) è una città dell'India di 4.221 abitanti, situata nel distretto di Hoshiarpur, nello stato federato del Punjab. In base al numero di abitanti la città rientra nella classe VI (meno di 5.000 persone).

## Geografia fisica
La città è situata a 31° 29' 59 N e 75° 44' 58 E e ha un'altitudine di 240 m s.l.m..

## Società

### Evoluzione demografica
Al censimento del 2001 la popolazione di Sham Chaurasi assommava a 4.221 persone, delle quali 2.212 maschi e 2.009 femmine. I bambini di età inferiore o uguale ai sei anni assommavano a 544, dei quali 272 maschi e 272 femmine. Infine, coloro che erano in grado di saper almeno leggere e scrivere erano 2.913, dei quali 1.656 maschi e 1.257 femmine.